# Мазур, Артём Андреевич
Артём Андреевич Мазур (8 октября 1920, село Телелинцы Жмеринского района Винницкой области — ?) — украинский советский деятель, 1-й секретарь Тростянецкого и Тульчинского райкомов КПУ Винницкой области, заместитель председателя Винницкого облисполкома. Депутат Верховного Совета СССР 6-го созыва.

## Биография
Родился в крестьянской семье.
В 1940—1942 годах — служба в Красной армии, участник Великой Отечественной войны . После ранения был демобилизован.
Член ВКП(б) с 1945 года.
Работал заместителем председателя исполнительного комитета Томашпольского районного совета депутатов трудящихся Винницкой области, председателем Тростянецкого районного совета депутатов трудящихся Винницкой области. До 1952 года — заведующий отделом Тростянецкого районного комитета КП(б)У Винницкой области.
В 1952—1962 годах — 1-й секретарь Тростянецкого районного комитета КПУ Винницкой области.
Окончил заочно Винницкий педагогический институт и Высшую партийную школу при ЦК КПСС.
В 1962—1965 годах — секретарь парткома Тульчинского территориального производственного колхозно-совхозного управления Винницкой области.
В 1965 — декабре 1967 года — 1-й секретарь Тульчинского районного комитета КПУ Винницкой области.
В декабре 1967 — 26 февраля 1968 — заместитель председателя исполнительного комитета Винницкого областного совета депутатов трудящихся.
20 февраля 1968 — 29 октября 1971 — секретарь Винницкого областного комитета КПУ.
Потом — на пенсии в Виннице.

## Награды
- орден Ленина (26.02.1958)
- орден Отечественной войны II ст. (6.04.1985)
- прочие ордена
- медали